# 考水村
考水村是中国江西省上饶市婺源县紫阳镇下辖的一个村。
考水村已被列为江西省历史文化名村。

## 文物保护单位
1. 胡昌翼墓，江西省文物保护单位
2. 胡大光宅，婺源县文物保护单位
3. 弄璋桥，婺源县文物保护单位
4. 维新桥，婺源县文物保护单位
5. 胡清墓，婺源县文物保护单位